# Шири (фильм)
«Шири» (кор. 쉬리; англ. Shiri) — южнокорейский боевик, поставленный режиссёром Джегю Каном. Фильм вышел в 1999 году и сыграл важную роль в возрождении национальной киноиндустрии.
«Шири» стал первым корейским блокбастером, который был выпущен «новой» корейской киноиндустрией (то есть после крупного экономического бума в Корее в конце 1990-х годов).
Фильм был выпущен под названием «Шири» (Shiri) за пределами Южной Кореи; в Корее название было написано Swiri (Свири).
Свири (шири) — пресноводная рыбка (корейский елец, Coreoleuciscus splendidus), которая водится только в чистых водах Корейского полуострова, свободно перемещаясь между Северной и Южной Кореями. Свири (Шири) водится в чистейших реках и не выживет даже в слегка загрязнённой воде. Когда она скользит в воде, кажется, что это прекрасная женщина соблазняет мужчину, поэтому её называют «водной невестой» или «невестой любви». Но Шири обитает не в мелких и спокойных местах, а в каменистых быстринах. Во время нереста она плывёт вверх по реке против самых сильных течений. В фильме есть монолог, в котором герой описывает, как воды из Северной и Южной Кореи свободно текут вместе и как рыбку свири можно найти на любой стороне.
В фильме слово Свири (Шири) является кодовым названием, которое используют секретные агенты Восьмого спецотдела вооружённых сил Северной Кореи, разделяя одну судьбу, жизнь и цель.

## Сюжет
Рю и Ли — спецагенты, работающие на О.П., разведывательную службу Южной Кореи. Неожиданно от руки (вернее винтовки) снайпера гибнет их информатор Лим. Подозрения падают на Хи, лучшего снайпера специального отдела вооруженных сил Северной Кореи, к этому моменту на её счету уже несколько смертей видных правительственных чиновников Южной Кореи. В ходе следствия Рю и Ли узнают, что Хи пыталась с помощью Лима завладеть жидкой бомбой, разработанной в Национальной военной лаборатории. След ведёт к Восьмому специальному отделу вооружённых сил Северной Кореи. Кроме того, неожиданно выясняется, что в О.П. происходит постоянная утечка информации, благодаря которой Хи всегда оказывается на шаг впереди спецагентов Юга. Рю и Ли начинают подозревать друг друга.

## Прокат
Фильм вышел на экраны в Южной Корее 13 февраля 1999 года. За время проката фильм привлёк 6,5 млн зрителей, обойдя по этому показателю голливудский блокбастер 1998 года «Титаник», который в Корее посмотрели 4,3 млн человек.

## Критика
В 2014 году фильм занял 96-е место в списке лучших боевиков, составленном по опросу кинокритиков, режиссёров, актеров и каскадеров, проведённому еженедельником Time Out.
«Это прекрасный психологический триллер о разделении и неоднозначной идентичности…» New York Times
«Фильм на самом деле решает некоторые более крупные вопросы, чем обычно бывает в драматичном боевике». Washington Post
«Немного больше, чем набор штампов, взятых из Голливуда и Гонконга…» One Guy’s Opinion
«В конечном итоге он предлагает не больше, чем последний фильм Шварценеггера или Сталлоне». Combustible Celluloid